# Wolfgang Eißler
Wolfgang Eißler (ur. 1971 w Bretten) – niemiecki reżyser filmowy i scenarzysta.

## Filmografia

### Reżyser
- 1980 – Löwenzahn
- 2008 – Braciszek i siostrzyczka
- 2008 – Berlin am Meer
- 2009 – Królewska zagadka
- 2011 – Stańcowane pantofelki
- 2016 – Grające drzewko
- 2019 – Wenn's um Liebe geht
- 2022 – Szkoła nad morzem: Świeża krew

### Scenarzysta
- 2008 – Berlin am Meer